# Salmon River (Idaho)
Der Salmon River ([ˈsæmən ˈɹɪvɚ], wörtlich „Lachsfluss“) ist ein Fluss, der auf einer Länge von 684 km durch Zentral-Idaho fließt.
Er wird auch als „Fluss ohne Wiederkehr“ bezeichnet, weil er bis zur Erfindung moderner Bootsantriebe nur flussabwärts befahren werden konnte. Auf diesen Namen bezieht sich auch das Schutzgebiet Frank Church–River of No Return Wilderness, das einen Teil des Flusses schützt.

## Flusslauf
Der Salmon River hat sein Quellgebiet in den Sawtooth Mountains und in der Lemhi Range. Er fließt nordöstlich durch das Custer County, weiter nördlich durch das Lemhi County und dann in westlicher Richtung durch das Idaho County bis zur Mündung in den Snake River (Grenze zu Oregon). Von der Quelle bis zur Mündung weist der Fluss einen Höhenunterschied von mehr als 2500 Metern auf.

## Geschichte
Um 1860 wurde Gold entlang des Flusses gefunden. Die Folge war, dass viele Goldsucher in dieses Gebiet kamen und es zu Zusammenstößen mit den dort ansässigen Nez-Percé-Indianern kam. Heute noch kann man entlang des Flusses viele verlassene Minen sehen.

## Freizeit
Der mittlere Abschnitt des Salmon River gilt als eines der schönsten Gebiete für Wildwasserkajak und Rafting.

## Ökologie
200 Flusskilometer zwischen der Einmündung des North Fork und Long Tom Bar sind seit 1980 als National Wild and Scenic River ausgezeichnet.
Der Fluss bildet den Lebensraum für zahlreiche Fischarten. Dazu zählen Cutthroat-Forelle, Stierforelle, Regenbogenforelle, Prosopium williamsoni, Rotlachs, Königslachs (Frühjahr, Sommer und Herbst), Steelhead-Forelle, Schwarzbarsch, Fische der Gattung Ptychocheilus, Saugkarpfen und Störe.

## Zuflüsse
Der East Fork Salmon River ist ein 55 km langer rechter Nebenfluss des Salmon River, der am Oberlauf des Salmon River auf diesen trifft.
Der North Fork Salmon River entspringt an der Grenze zu Montana. Er fließt über eine Strecke von 38 km in südlicher Richtung, bevor er in den Salmon River mündet. An der Einmündungsstelle ändert der Salmon River seine anfängliche Fließrichtung von Nord nach West. Der U.S. Highway 93 folgt dem Flusslauf des North Fork zum Lost Trail Pass.
Der Middle Fork Salmon River ist ein 166 km langer linker Nebenfluss des Salmon River.
Er ist ebenfalls als National Wild and Scenic River ausgezeichnet.
Mit Ausnahme von 1 Meile nahe der Dagger Falls-Boundary Creek Road besitzt die komplette Fließstrecke das Prädikat „wild“.
Der South Fork Salmon River ist ebenfalls ein linker Nebenfluss, der am Unterlauf des Salmon River auf diesen trifft.